# Icius cervinus
Icius cervinus là một loài nhện trong họ Salticidae.
Loài này thuộc chi Icius. Icius cervinus được Eugène Simon miêu tả năm 1878.